# E-Health-Verzeichnisdienst
Der E-Health-Verzeichnisdienst (eHVD) ist ein Verzeichnisdienst über Gesundheitsdiensteanbieter (GDA) samt deren Rollen, der vom österreichischen Bundesministerium für Gesundheit betrieben wird.

## Ziele
Primäres Ziel des eHVD ist es, den einzelnen GDAs Identität und Rolle für die elektronische Kommunikation mit Gesundheitsdaten zu bestätigen und dadurch die Datensicherheit anzuheben.
Ferner wird durch den eHVD die Voraussetzung für einen der Rolle entsprechend qualifizierten Datenzugriff im Rahmen eines künftigen Gesundheitsportals geschaffen.
Im Zuge der europäischen und internationalen Zusammenarbeit soll der eHVD auch als Ausgangsbasis für den gesicherten, staatenübergreifenden Datenaustausch dienen.

## Gesetzliche Grundlagen
Grundlage des eHVD ist Artikel 10 des österreichischen Gesundheitsreformgesetzes 2005 (Gesundheitstelematikgesetz-GTelG). Der eHVD ist eine E-Government-Anwendung; es sind daher neben dem DSG insbesondere die E-Government-Regelungen (E-Government-Gesetz, Ergänzungsregisterverordnung, Stammzahlenregisterverordnung sowie die E-Government-Bereichsabgrenzungsverordnung) zu berücksichtigen.

## Anforderungen und Funktionalitäten
Da die Aufnahme in den eHVD nur auf Antrag eines GDA erfolgt (Freiwilligkeit), sieht das realisierte Konzept die Nachweis- bzw. Prüfmöglichkeiten von Identität und Rolle eines GDA sowohl über den eHVD als auch in einem Kontext ohne eHVD vor. Die Bescheinigung (authentische Bestätigung) erfolgt durch eine in E-Government-konformer Weise signierte (XML-)Datenstruktur (GDA-Token), die unabhängig von der Registrierung im eHVD verwendet werden kann, im Fall der Beantragung der Registrierung (ergänzt um weitere im GTelG genannte Daten) aber auch in den eHVD aufgenommen wird.
Die Beantragung des GDA-Tokens und – sofern gewünscht – die Registrierung im eHVD erfolgt über eine zentrale Web-Applikation. Alle am Registrierungsprozess beteiligten Personen oder Stellen greifen mit unterschiedlicher Sichtweise auf diese zentrale Applikation samt zugrunde liegender Datenbank zu.
Die Beantragung der Ausstellung eines GDA-Token bzw. der Antrag auf Registrierung im eHVD muss E-Government-konform auf Basis von Bürgerkarten erfolgen. Dies bedeutet, dass ein GDA, der in den eHVD aufgenommen werden will, über eine gültige Bürgerkartenumgebung verfügen muss.
Der GDA-Token wird nach durchgeführter Registrierung an den Antragsteller übermittelt bzw. für ihn zur Abholung bereitgestellt sowie ggf. im eHVD freigegeben.
Für die Umsetzungsphase I des eHVD stehen – auch um die notwendigen Evaluierungen durchführen zu können – nur wenige Rollen zur Verfügung. Es ist beabsichtigt, die Rollenfestlegung und somit auch die Registrierungen Schritt für Schritt zu erweitern.

## Positionierung des eHVD
Entsprechend der Empfehlung im E-Health-Strategiebericht der E-Health-Initiative (eHI) vom Dezember 2005 wird der eHVD durch das Bundesministerium für Gesundheit als österreichweiter und institutionenübergreifender Trustholder betrieben.
Im Sinne der Praktikabilität ist vorgesehen, den eHVD mit bereits bei verschiedenen Institutionen vorhandenen Verzeichnissen bzw. Datenbanken technisch und/oder organisatorisch zu verknüpfen. Diese Datenbestände sollen somit durch den eHVD nicht abgelöst werden.
Mit den jeweiligen Betreibern wird eine Lösung für die initiale Ausstellung bestimmter GDA-Token bzw. die initiale Befüllung des eHVD angestrebt. Kommunikationsrelevante Angaben (z. B. verarbeitbare Datenformate) werden – im Hinblick auf die verschiedenen Standardisierungsinitiativen zeitlich befristet – auch im eHVD zur Verfügung gestellt.